# Llista d'episodis d'Espies de veritat
Espies de veritat (Totally Spies!) és una sèrie d'animació produïda per la companyia francesa Marathon Production. Fou estrenada el 3 de novembre de 2001. La sèrie està formada per cinc temporades de 26 episodis cadascuna. A Catalunya, la sèrie fou estrenada el 25 de setembre de 2002 al canal K3, i es va reemetre en diverses ocasions pel canal Super3.

## Llista d'episodis
La següent llista d'episodis està ordenada segons la data d'estrena al canal K3, que està basat en l'ordre d'emissió original del canal francès TF1 amb lleugeres modificacions.

### Primera temporada
| # | Títol                                                            | Director       | Guió                                    | Data d'estrena a Catalunya |
| --- | ---------------------------------------------------------------- | -------------- | --------------------------------------- | -------------------------- |
| 1 | «La debilitat pels músics» «A thing for musicians»               | Stephane Berry | Robert Lamoreaux & Michelle Lamoreaux   | 25 de setembre de 2002     |
| Les espies fan de teloneres a la gira mundial d'en Ricky Mathis per investigar els seus seguidors, que es comporten d'una manera molt estranya. |                                                                  |                |                                         |                            |
| 2 | «Reina per un dia» «Queen for a day»                             | Stephane Berry | Robert Lamoreaux & Michelle Lamoreaux   | 26 de setembre de 2002     |
| Les espies se'n van a Liròbia, a l'Àfrica, per investigar el misteriós intent de segrest de la reina d'aquest país. Per atrapar els delinqüents, la Clover es fa passar per la reina i acaba segrestada.                                                                                            |                                                                  |                |                                         |                            |
| 3 | «El nou Jerry» «The New Jerry»                                   | Stephane Berry | Robert Lamoreaux & Michelle Lamoreaux   | 27 de setembre de 2002     |
| Les noies arriben a WOOHP per trobar en Jerry, que s'ha jubilat. El seu lloc l'ocupa en Mac Smit, un noi carismàtic i molt intel·ligent. |                                                                  |                |                                         |                            |
| 4 | «De vacances» «Get away»                                         | Stephane Berry | Doug Molitor                            | 30 de setembre de 2002     |
| Quan les noies arriben a la seva destinació de vacances, Hawaii, es troben immerses en un misteri que implica la desaparició d'alguns investigadors del volcà de l'illa. |                                                                  |                |                                         |                            |
| 5 | «Les gomes d'esborrar» «The Eraser»                              | Stephane Berry | Steven Banks                            | 1 d'octubre de 2002        |
| Les noies detenen Bora Bora per investigar les estranyes "criatures de bombolla que han sorgit de l'oceà i han xuclat, literalment, la memòria dels científics més importants del món. |                                                                  |                |                                         |                            |
| 6 | «Atrapades a l'edat mitjana» «Stuck in the Middle Ages with You» | Stephane Berry | Holly Henderson & Liz Tigelaar          | 3 d'octubre de 2002        |
| La Sam, la Clover i l'Alex viatgen al passat per perseguir un delinqüent i evitar que faci servir la tecnologia moderna per canviar el curs de la història. A més, també és Halloween i es preparen per anar a un concurs de disfresses.                                                            |                                                                  |                |                                         |                            |
| 7 | «Abduccions» «Abductions»                                        | Stephane Berry | David Michel & Vincent Chalvon-Demersay | 4 d'octubre de 2002        |
| Les espies segueixen un malfactor que abdueix les ments més privilegiades del món. |                                                                  |                |                                         |                            |
| 8 | «Un joc infantil» «Child's play»                                 | Stephane Berry | Rhonda Smiley                           | 7 d'octubre de 2002        |
| Un fabricant de joguines malvat ven els seus articles, capaços de controlar la ment, a tot de gent gran per tal de convertir-los en nens petits. |                                                                  |                |                                         |                            |
| 9 | «Les fugitives» «The Fugitives»                                  | Stephane Berry | Robert Lamoreaux & Michelle Lamoreaux   | 8 d'octubre de 2002        |
| Quan les espies apareixen a WOOHP per assumir una altra missió, se sorprenen del desplegament de vigilància. Hi ha hagut un robatori a un banc. Els agents WOOHP detenen les noies i les empresonen.                                                                                                |                                                                  |                |                                         |                            |
| 10 | «Ciutadanes model» «Model Citizens»                              | Stephane Berry | Robert Lamoreaux & Michelle Lamoreaux   | 9 d'octubre de 2002        |
| Després d'una sèrie de segrestos de models, les pistes porten les nostres heroïnes a una agència internacional d'una dona malvada que extreu els trets perfectes de les noies per crear un exèrcit de models i dominar tot el mercat.                                                               |                                                                  |                |                                         |                            |
| 11 | «Espies gladiadores» «Spy Gladiators»                            | Stephane Berry | Robert Lamoreaux & Michelle Lamoreaux   | 10 d'octubre de 2002       |
| Les espies s'apunten a un concurs de televisió per investigar la desaparició d'alguns dels participants. De seguida s'adonen que les lluites simulades que apareixen al programa no en tenen res, de simulades.                                                                                     |                                                                  |                |                                         |                            |
| 12 | «Noies de Sillicon Valley» «Silicon Valley Girls»                | Stephane Berry | Doug Molitor                            | 11 d'octubre de 2002       |
| Un malalt dels ordinadors fa servir el seu megaordinador per atacar la gent que ha estat injusta amb ell. Les espies intentaran aturar-lo abans que pugui portar a terme els seus plans de destrucció massiva.                                                                                      |                                                                  |                |                                         |                            |
| 13 | «Les galetes de la passió» «Passion Patties»                     | Stephane Berry | Robin Riordan                           | 14 d'octubre de 2002       |
| Un pervers fabricant de galetes crea unes galetes altament addictives que fan que tothom qui se les menja s'engreixi d'una manera desmesurada. |                                                                  |                |                                         |                            |
| 14 | «La màquina encongidora» «Shrinking»                             | Stephane Berry | Jillian Tohber                          | 15 d'octubre de 2002       |
| Un delinqüent amb complex de Napoleó fa servir la seva màquina encongidora per deixar el món a la seva mida. Les nostres amigues no s'escaparan pas dels efectes d'aquesta màquina diabòlica! |                                                                  |                |                                         |                            |
| 15 | «Extraterrestres» «Aliens»                                       | Stephane Berry | Adam Beechen                            | 16 d'octubre de 2002       |
| Les espies investiguen tot tipus d'abduccions que semblen fetes per extraterrestres i acaben descobrint una organització secreta anomenada Gooper. |                                                                  |                |                                         |                            |
| 16 | «Un toc salvatge» «Wild Style»                                   | Stephane Berry | Robert Lamoreaux & Michelle Lamoreaux   | 17 d'octubre de 2002       |
| Un malvat dissenyador de moda combina els gens d'humans i d'animals per crear el primer abric al món apropiat a la forma. La Clover pateix la moda portant unes sabates ridícules de plataforma. |                                                                  |                |                                         |                            |
| 17 | «Les viudes negres» «The Black Widows»                           | Stephane Berry | Robert Lamoreaux & Michelle Lamoreaux   | 18 d'octubre de 2002       |
| Aquesta vegada les espies se les hauran de veure amb un grup d'animadores d'allò més perverses i amb el seu entrenador, un home implacable. |                                                                  |                |                                         |                            |
| 18 | «Un nòvio malvat» «Evil Boyfriend»                               | Stephane Berry | Robert Lamoreaux & Michelle Lamoreaux   | 21 d'octubre de 2002       |
| La Sam s'enamora d'un noi de l'institut que aparentment sembla bona persona. Més tard, s'adona que la explota per poder robar un sèrum que serveix per tornar-se invisible. |                                                                  |                |                                         |                            |
| 19 | «Gamegirls» «Game Girls»                                         | Stephane Berry | Sense anunciar                          | 22 d'octubre de 2002       |
| Les espies miraran d'aturar un home amb una ment perversa que s'ha inventat un aparell que literalment captura estrelles d'esports extrems per col·locar-les dins de videojocs també extrems. |                                                                  |                |                                         |                            |
| 20 | «Espies contra espies» «Spies vs. Spies»                         | Stephane Berry | Sense anunciar                          | 23 d'octubre de 2002       |
| Tres espies que s'havien retirat substitueixen les nostres amigues. La Sam, l'Alex i la Clover de seguida s'adonen que les intencions de les tres substitutes no són gens bones. |                                                                  |                |                                         |                            |
| 21 | «Creus en la màgia?» «Do You Believe in Magic?»                  | Stephane Berry | Scott Gorden                            | 24 d'octubre de 2002       |
| Les espies busquen un lladre d'obres d'art i, després d'analitzar un seguit de pistes, s'adonen que el sospitós és un mag que suposadament era mort. |                                                                  |                |                                         |                            |
| 22 | «Objectiu: centres comercials» «Malled»                          | Stephane Berry | Joe Purdy                               | 25 d'octubre de 2002       |
| Les espies descobreixen que hi ha tot de botigues de centres comercials d'arreu del món on desapareixen compradors, que acaben convertits en terroristes contra del consumisme. Una botiga s'encarrega de segrestar compradors i convertir-los en anticonsumidors. L'Alex és acusada d'un robatori. |                                                                  |                |                                         |                            |
| 23 | «El col·leccionista d'ànimes» «Soul collector»                   | Stephane Berry | Mark Valenti                            | 28 d'octubre de 2002       |
| Les espies han de plantar cara a un personatge d'allò més pervers que roba ànimes als joves de tot el país per tal de conservar la seva joventut. |                                                                  |                |                                         |                            |
| 24 | «Home o màquina» «Man or machine»                                | Stephane Berry | Jordana Arkin                           | 29 d'octubre de 2002       |
| La Sam, l'Alex i la Clover intentaran aturar un eixelebrat que substitueix els governants de tot el món per unes màquines que anomena animatrons. La seva intenció és convertir el món en un parc d'atraccions ple de perills.                                                                      |                                                                  |                |                                         |                            |
| 25 | «Ha nascut una espia» «A Spy is Born»                            | Stephane Berry | Robert Lamoreaux & Michelle Lamoreaux   | 30 d'octubre de 2002       |
| Les espies han de lluitar contra un home roí que fa abduccions de les grans estrelles del cinema per utilitzar-les a la seva pel·lícula, un film d'acció esbojarradament perillós. Sam és escollida la Més popular a l'anuari de l'escola.                                                          |                                                                  |                |                                         |                            |
| 26 | «L'atac de l'home de gel» «Ice Man Cometh»                       | Stephane Berry | Jeny Quine                              | 31 d'octubre de 2002       |
| Algú planeja congelar el món i retornar-lo a l'edat de gel, erradicant el mal que els humans han fet al medi ambient. La Clover s'enfronta a la seva reputació com una reina del gel. |                                                                  |                |                                         |                            |

### Segona temporada (2003)
| # | Títol                                                  | Director       | Guió                                  | Data d'estrena a Catalunya |
| --- | ------------------------------------------------------ | -------------- | ------------------------------------- | -------------------------- |
| 27 | «Ha nascut una espia (II)» «A Spy is Born (Part II)»   | Stephane Berry | Michelle Lamoreaux & Robert Lamoreaux | Sense anunciar             |
| El malvat cineasta Lumiere rapta l'Alex i fa xantatge a la Clover i la Sam. Si volen tornar a veure la seva companya viva hauran d'actuar en la seva nova pel·lícula d'espies. |                                                        |                |                                       |                            |
| 28 | «La mòmia» «I Want my Mummy»                           | Stephane Berry | Bryan Thompson                        | Sense anunciar             |
| Les espies viatgen a Egipte per investigar uns fets estranys que han passat en una piràmide. Descobreixen la conspiració d'un malvat arqueòleg i ressusciten una antiga maledicció egípcia, i així eviten que l'home pugui adquirir el poder etern i l'habilitat de convocar mòmies. D'altra banda, la Clover troba l'estimat anell de diamants de la Mandy i s'enfronta al dilema de tornar-l'hi o no.                                         |                                                        |                |                                       |                            |
| 29 | «La perruqueria diabòlica» «Evil Hair Salon»           | Stephane Berry | Joseph Purdy                          | Sense anunciar             |
| Les noies investiguen el propietari d'una perruqueria diabòlica que utilitza una fórmula especial perquè els cabells dels seus clients creixin d'una forma desorbitada. El seu propòsit és fer perruques. L'únic problema és que la fórmula absorbeix la vida dels clients durant el procés. |                                                        |                |                                       |                            |
| 30 | «L'element fastigós» «The Yuck Factor»                 | Stephane Berry | David Slack                           | Sense anunciar             |
| Un personatge malvat es redueix fins a tornar-se de mida microscòpica i entra dins del cos d'en Jerry. Les noies també hi hauran d'entrar, però no només per salvar el seu cap. És el món sencer el que està en perill. |                                                        |                |                                       |                            |
| 31 | «Joc net» «It's how you play the Game»                 | Stephane Berry | Rhonda Smiley                         | Sense anunciar             |
| Quan l'equip de Zanzíbar tropical comença els dramàtics Jocs Olímpics d'hivern, hi envien les noies per investigar. Descobreixen un entrenador malvat que experimenta amb un grup de superatletes, injectant-los perilloses hormones als cossos per augmentar-ne el rendiment. Podran les espies aturar-lo i salvar els atletes abans que guanyin? D'altra banda, les noies lluiten contra un noi, somiador i nou a l'escola, que es diu David. |                                                        |                |                                       |                            |
| 32 | «Quin sol!» «Here comes the Sun»                       | Stephane Berry | Jordana Arkin                         | Sense anunciar             |
| Les espies investiguen una persona que ha creat un aparell que intensifica els raigs del sol i el fa servir a diferents parts del món. Aleshores, ven les seves cremes solars hiperpotents a la gent que en queda afectada. |                                                        |                |                                       |                            |
| 33 | «Amor i enveja» «Green with N.V.»                      | Stephane Berry | Holly Henderson & Liz Tigelaar        | Sense anunciar             |
| T'imagines que els teus veïns fossin espies? Des d'avui, la Sam, la Clover i l'Alex els tenen i és que s'han traslladat en un pis que és just al damunt de les oficines dels serveis secrets d'espionatge. |                                                        |                |                                       |                            |
| 34 | «Triomfar per la cara» «Boys Bands will be Boys Bands» | Stephane Berry | Mitch Watson                          | Sense anunciar             |
| Les espies investiguen un grup de pop famós perquè alguns dels seus membres comencen a desaparèixer misteriosament. Quan els membres de la banda reapareixen aparentment sans i estalvis, les espies s'adonen que les seves personalitats han sofert alguns canvis. |                                                        |                |                                       |                            |
| 35 | «La meca del surf» «I Dude»                            | Stephane Berry | Jen Klein & Michael Stokes            | Sense anunciar             |
| Quan els tsunamis comencen a destruir els llocs i les àrees de turistes arreu del món, WOOHP envia les espies perquè ho investiguin. Elles descobreixen que els tsunamis no són fenòmens naturals, sinó que són provocats pels homes. Es tracta com d'una espècie de complot de la mà d'un exsurfista que vol que les platges tornin al seu estat natural.                                                                                      |                                                        |                |                                       |                            |
| 36 | «El dia de la mare» «Mommies Dearest»                  | Stephane Berry | Michelle Lamoreaux & Robert Lamoreaux | Sense anunciar             |
| És el dia de la mare i les espies decideixen regalar-li l'estada en un balneari exclusiu. Tanmateix, quan hi arriben, intueixen que les seves mares actuen d'una forma molt estranya. De fet, aviat s'adonen que el que pretenen és matar-les. Resulta que les seves mares són controlades per un dels seus enemics. |                                                        |                |                                       |                            |
| 37 | «Món Zeta» «Zooney World»                              | Stephane Berry | Wendell Morris                        | Sense anunciar             |
| Quan molts nens arreu del món comencen a desaparèixer, les espies descobreixen que es tracta d'un programa de televisió i d'un malvat home que entrena els nens per a obtenir el control del món adult. D'altra banda, la Clover ha de completar la seva missió sigui com sigui. |                                                        |                |                                       |                            |
| 38 | «La filla malcriada del president» «First Brat»        | Stephane Berry | Scott Gorden                          | Sense anunciar             |
| Les espies han de fer de cangur a la Casa Blanca. Han de cuidar la filla del president, una nena d'11 anys que es diu Madison. Al principi, la Madison sembla un angelet, però, quan el seu pare marxa, es torna una nena malcriada, i les espies desitgen que desaparegui, fins al punt que realment passa. |                                                        |                |                                       |                            |
| 39 | «La WOW» «W.O.W»                                       | Stephane Berry | Bobby Gaylor                          | Sense anunciar             |
| L'Ariel és la líder de la WOW, Women of Wrestling, una tropa militar perversa formada per velles guerreres, mortals, altes i fortes! Per portar a terme els seus plans, el grup s'arma amb l'amulet de la germandat, que té una pedra molt antiga i poderosa. L'Ariel pretén que el seu exèrcit de guerreres es facin amb tot el món. |                                                        |                |                                       |                            |
| 40 | «La festa 'rave'» «Stark Raving Mad»                   | Stephane Berry | Holly Huckins                         | Sense anunciar             |
| Un dels antics càstigs de les espies, el Sr. Sebastian, celebra una festa 'rave' a Beverly Hills. Als seus concerts, la música té l'objectiu d'incitar els instrumentistes a destruir qualsevol lloc on actuen. A més, en Sebastian reuneix espies per tot arreu: al passeig, al museu, a l'escola. |                                                        |                |                                       |                            |
| 41 | «Una estrella estrellada» «Starstruck»                 | Stephane Berry | David Slack                           | Sense anunciar             |
| Les espies se sorprenen quan descobreixen que una de les seves estrelles preferides de "soap opera" ha desaparegut. Llavors, truquen a en Jerry i li pregunten si poden emprendre una missió per buscar-lo, i ell inicialment s'hi nega perquè només una crisi internacional pot justificar una missió WOOHP. |                                                        |                |                                       |                            |
| 42 | «L'SPI» «S.P.I»                                        | Stephane Berry | Bryan Thompson                        | Sense anunciar             |
| Una nova agència de superespies, que rep el nom d'SPI (Súper Protecció Internacional) venç la Sam, l'Alex i la Clover en l'àmbit dels crims internacionals més importants. Cada cop, els membres de l'SPI salven la situació abans que les noies espies arribin. |                                                        |                |                                       |                            |
| 43 | «Món animal» «Créatures féroces»                       | Stephane Berry | Michael Kramer                        | Sense anunciar             |
| Un malvat zoòleg, horroritzat pel tractament que reben els animals al zoo, maquina un pla per augmentar la intel·ligència d'aquestes criatures. L'home té l'esperança de fer-los l'espècie dominant del món i tanca tots els homes en gàbies. És hora que les espies li parin els peus. |                                                        |                |                                       |                            |
| 44 | «Un malson al bosc» «Camping sauvage»                  | Stephane Berry | Mitch Watson                          | Sense anunciar             |
| Les espies són enviades al bosc per investigar la desaparició d'un equip professional que es dedica a filmar pel·lícules. Les noies troben un botànic malvat que dirigeix un entramat d'arbres que s'alimenten d'humans. Les espies han de lluitar contra els arbres i han d'alliberar la gent abans que sigui digerida! D'altra banda, la Clover intenta demostrar que no farà qualsevol cosa per impressionar un noi massa esportiu.          |                                                        |                |                                       |                            |
| 45 | «L'Alex plega» «Alex démissionne»                      | Stephane Berry | Rhonda Smiley                         | Sense anunciar             |
| L'Alex comença a dubtar seriosament de les seves habilitats com a espia perquè arruïna algunes missions de WOOHP. Llavors, quan en Jerry introdueix les noies en un entrenament que els servirà per ajudar-les en la seva següent missió, l'Alex encara se sent pitjor. Realment creu que està a punt de ser substituïda i, quan torna a fallar un altre cop i permet que un bergant fugi, decideix deixar WOOHP.                               |                                                        |                |                                       |                            |
| 46 | «Canvi de personalitat» «Totally Switched»             | Stephane Berry | Joseph Purdy                          | Sense anunciar             |
| Les espies són enviades a Anglaterra per investigar uns canvis de personalitat molt estranys que pateix gent important del país. |                                                        |                |                                       |                            |
| 47 | «Sortida a la neu» «Ski Trip»                          | Stephane Berry | Holly Henderson & Liz Tigelaar        | Sense anunciar             |
| La sortida a la neu és un desastre per a les espies quan saben que la Mandy és la seva companya d'habitació. La situació, però, empitjora quan un antic enemic fuig de la presó i intenta atrapar-les. El malvat segresta la Mandy pensant-se que és la Clover. Llavors, les espies han de deixar els seus sentiments a banda i procurar salvar-se, i també les vacances.                                                                       |                                                        |                |                                       |                            |
| 48 | «L'ascensor» «The Elevator»                            | Stephane Berry | Michelle Lamoreaux & Robert Lamoreaux | Sense anunciar             |
| Les espies han d'aturar un intrús que és a l'Oficina Interna d'Informació més propera. Això impedeix que puguin acudir a la seva cita de pel·lícula al passeig. Quan intenten evitar que el brivall robi uns documents importants del govern, ell aconsegueix que les espies el segueixin a l'ascensor de l'edifici. |                                                        |                |                                       |                            |
| 49 | «La màquina de l'amor» «Matchmaker»                    | Stephane Berry | Scott Gorden                          | Sense anunciar             |
| A qualsevol indret de Beverly Hills es comença a parlar d'un artefacte nou i misteriós: la màquina de l'amor. |                                                        |                |                                       |                            |
| 50 | «Drenatge cerebral» «Brain Drain»                      | Stephane Berry | Jen Klein & Michael Stokes            | Sense anunciar             |
| La Sam assisteix a un programa nou i audaç per participar-hi. Les noies creuen que la seva derrota ha estat provocada simplement per la por escènica. |                                                        |                |                                       |                            |
| 51 | «Víctimes de la moda» «Fashion Faux Pas»               | Stephane Berry | David Slack                           | Sense anunciar             |
| La famosa dissenyadora de moda que també va aparèixer al capítol Un toc salvatge ha tornat. Vol venjança. Amb la seva nova línia de roba de moda, planeja arribar al cim de la indústria de la moda. Pretén matar qualsevol persona que s'atreveixi a portar les seves peces de roba, incloent-hi l'Alex, la Sam i la Clover. |                                                        |                |                                       |                            |
| 52 | «Joguines assassines» «Toying Around»                  | Stephane Berry | Michelle Lamoreaux & Robert Lamoreaux | Sense anunciar             |
| Un fabricant de joguines d'alta tecnologia utilitza microxips militars per fer les figures més realistes. Involuntàriament, les joguines comencen a pensar per elles mateixes i s'entesten a dominar el món. D'altra banda, la Clover té una ninot nou que li dona tots els seus desitjos i fantasies. |                                                        |                |                                       |                            |

### Tercera temporada (2005)
| # | Títol                                                                     | Director                     | Guió                                       | Data d'estrena a Catalunya |
| --- | ------------------------------------------------------------------------- | ---------------------------- | ------------------------------------------ | -------------------------- |
| 53 | «Una lliçó de física» «Physics 101 Much?»                                 | Stephane Berry Pascal Jardin | Rhonda Smiley                              | Sense anunciar             |
| La desaparició de tot d'instruments d'alta tecnologia de laboratoris secrets ha disparat l'alarma. L'objectiu del misteriós lladre és anul·lar la força de la gravetat de tot el planeta per fer-se amo del món. Les nostres heroïnes ho tindran molt difícil per no perdre el nord...                         |                                                                           |                              |                                            |                            |
| 54 | «La fira dels monstres» «Freaky Circus Much?»                             | Stephane Berry Pascal Jardin | Nicole Demerse                             | Sense anunciar             |
| Últimament han desaparegut moltes persones per la zona de Toronto. Les investigacions de les espies les han dut fins a un circ ambulant ben peculiar, ple de coses extraordinàries, com ara gent segrestada que una màquina converteix en mutants. Qui deu ser el monstre que hi ha al darrere?                |                                                                           |                              |                                            |                            |
| 55 | «Les aranyes robot» «Computer Creep Much!»                                | Stephane Berry Pascal Jardin | Richard Elliot & Simon Racioppa            | Sense anunciar             |
| Un dissenyador de programes informàtics ha creat un virus que converteix tota la gent que s'hi exposa en zombis. Les espies han descobert que té intencions d'endollar tots els seus seguidors a un ordinador gegant per infectar el món sencer. Si no l'aturen, els robots envairan el planeta.               |                                                                           |                              |                                            |                            |
| 56 | «Missió espacial» «Space Much?»                                           | Stephane Berry Pascal Jardin | Rob Hoegee                                 | Sense anunciar             |
| Les espies han descobert que la responsable de l'aparició de meteorits per tota la Terra és una astròloga amargada pel fet de no haver estat escollida per formar part d'una missió espacial. Venjativa i amb un gran domini de les últimes tecnologies, és gairebé impossible d'aturar...                     |                                                                           |                              |                                            |                            |
| 57 | «Les metamorfosis» «Morphing is Sooo 1987»                                | Stephane Berry Pascal Jardin | Ben Joseph & Franck Young                  | Sense anunciar             |
| En Tim Scam té la venjança molt ben planificada. Encara no ha paït que les espies el tanquessin a la presó, per això ha construït un robot capaç d'adoptar la forma humana que desitja. Què passa quan els teus millors amics es converteixen en els teus pitjors enemics?                                     |                                                                           |                              |                                            |                            |
| 58 | «El cafè hipnotitzador» «Evil Coffee Shop Much?»                          | Stephane Berry Pascal Jardin | Rhonda Smiley                              | Sense anunciar             |
| Das Coffeehaus, una nova cadena de cafeteries, acaba d'obrir les portes i, d'un dia per l'altre, s'ha convertit en el local de moda. El secret és la Cafetera Elèctrica Nou Mil, una màquina que submergeix els clients en un bany de cafè i els deixa literalment enganxats. Ni la Sam, no se n'escaparà!"/>  |                                                                           |                              |                                            |                            |
| 59 | «Viatge al passat» «Forward to the past»                                  | Stephane Berry Pascal Jardin | John Slama                                 | Sense anunciar             |
| En adonar-se que són incapaces de localitzar la WHOOP, les espies descobreixen que un personatge malèfic ha viatjat al passat per convèncer el jove Jerry de muntar una organització amb intencions diabòliques. Com viatjaran al passat, les nostres heroïnes? I com han d'anar vestides?                     |                                                                           |                              |                                            |                            |
| 60 | «El planeta dels nois perfectes» «Planet of the Hunks»                    | Stephane Berry Pascal Jardin | Jef Biederman                              | Sense anunciar             |
| Les espies han d'investigar una princesa rica i molt poderosa que es dedica a abduir nois perfectes de tot el planeta per al seu zoo d'humans. Aviat descobriran que, quan se'n cansa, els envia a lluitar amb els seus gladiadors personals, uns robots gairebé invencibles.                                  |                                                                           |                              |                                            |                            |
| 61 | «Quin mal gust!» «Super Nerd Much?»                                       | Stephane Berry Pascal Jardin | Richard Clark                              | Sense anunciar             |
| L'Arnold, per casualitat, s'ha trobat un màquina que té la capacitat de transformar la gent en inútils sense cap mena de gust per res, i que fa que ell cada cop sigui més guai. Com s'ho faran les espies per evitar que converteixi els habitants de tot el planeta en una colla de rucs?                    |                                                                           |                              |                                            |                            |
| 62 | «Massa massa muscular» «The Incredible Bulk»                              | Stephane Berry Pascal Jardin | Richard Elliot & Simon Racioppa            | Sense anunciar             |
| Els aficionats a la musculació d'arreu del món tenen problemes, i grossos! La massa muscular els creix sense mesura, la pell els canvia de color, tenen una força sobrehumana i una ràbia incontrolable. Tot plegat és cosa d'un ex-Mister Univers, i les espies ja li segueixen la pista.                     |                                                                           |                              |                                            |                            |
| 63 | «El dentista sonat» «Dental? More Like Mental»                            | Stephane Berry Pascal Jardin | Nicole Demerse                             | Sense anunciar             |
| Abans que li fessin tancar la consulta, s'havia convertit en el dentista més famós del planeta. Ara ha tornat amb set de venjança, armat fins a les dents amb aparells de dentista i disposat a fer molt mal, fins i tot a les espies...                                                                       |                                                                           |                              |                                            |                            |
| 64 | «Fugim de l'illa de la Whoop!» «Escape From WOOHP Island»                 | Stephane Berry Pascal Jardin | Rhonda Smiley                              | Sense anunciar             |
| La Britney, companya de les espies, ha tingut un accident amb un helicòpter de la Whoop en una illa perduda per l'oceà Atlàntic, on hi ha reclosos els enemics més perillosos de les nostres heroïnes: humans, robots, mutants, alienígenes... I els sistemes de seguretat no funcionen!                       |                                                                           |                              |                                            |                            |
| 65 | «Quina estafa de campament!» «Scam Camp Much?»                            | Stephane Berry Pascal Jardin | Tim Burns                                  | Sense anunciar             |
| Les espies han anat d'incògnit a un campament on passen coses molt estranyes. Tots els adolescents que s'hi apunten: ballarins, cantants i esportistes, en surten sense les habilitats que tenien. Les nostres heroïnes hauran d'anar per feina, si no es volen quedar també sense les seves habilitats.       |                                                                           |                              |                                            |                            |
| 66 | «La G.L.A.D.I.S es torna dolenta» «Evil G.L.A.D.I.S. Much?»               | Stephane Berry Pascal Jardin | Rhonda Smiley                              | Sense anunciar             |
| Per Nadal, com cada any, a la WHOOP se celebra la festa més avorrida que et puguis imaginar, això és el que pensen les espies. De sobte, però, la Gladis experimenta una mena de mutació i comença la gresca de veritat. Pot ser que estigui posseïda? Per qui? Ha de ser algú molt i molt dolent...           |                                                                           |                              |                                            |                            |
| 67 | «Superagent Clover» «Super Agent Much?»                                   | Stephane Berry Pascal Jardin | Richard Clark                              | Sense anunciar             |
| La Sam i l'Alex pensaven que la Clover no estava a l'altura, fins que s'han adonat que tota sola, és capaç d'aturar els delinqüents més perillosos. També han descobert que una altra agència la modifica per convertir-la en una superagent. Llavors, la reclutaran…                                          |                                                                           |                              |                                            |                            |
| 68 | «Aquesta companyia aèria fa por!» «Evil Airlines Much?»                   | Stephane Berry Pascal Jardin | Nicole Demerse                             | Sense anunciar             |
| El primer vol de la nova companyia aèria estarà ple a vessar de superfamosos, i la Clover serà allà, entre models, actors, músics... La Sam i l'Alex s'ho perdran... O no? El que no saben és que aquest viatge entre Los Angeles i París es podria convertir en unes vacances permanents.                     |                                                                           |                              |                                            |                            |
| 69 | «Quin fàstic, els insectes!» «Creepy Crawly Much?»                        | Stephane Berry Pascal Jardin | Ben Joseph & Franck Young                  | Sense anunciar             |
| Unes forces misterioses, que encara ningú no ha aconseguit veure, estan envaint tot d'instal·lacions secretes del govern. |                                                                           |                              |                                            |                            |
| 70 | «Veritat o acció» «Truth or Scare»                                        | Stephane Berry Pascal Jardin | John Slama                                 | Sense anunciar             |
| El creador de Jo ho sé tot, una revista del cor, s'ha inventat un gas que fa que els famosos que entrevista siguin incapaços de dir-li cap mentida. Evidentment, no para de publicar escàndols. Però, vols saber quina és la millor amiga de l'Alex? La Sam i la Clover també se'n moren de ganes!             |                                                                           |                              |                                            |                            |
| 71 | «El Feng Shui està passadíssim de moda» «Feng Shui Is Like Sooo Passe»    | Stephane Berry Pascal Jardin | Jef Biederman                              | Sense anunciar             |
| Segons en Jerry, en YinYang, el nou guru del Feng Shui de la WHOOP, els convertirà en persones més productives, més felices, més equilibrades... més passives. |                                                                           |                              |                                            |                            |
| 72 | «En Jerry s'enamora» «Evil Valentine's Day»                               | Stephane Berry Pascal Jardin | Rhonda Smiley                              | Sense anunciar             |
| En Jerry es casa! Les espies s'han quedat de pedra. No sabien ni que sortia amb algú! En realitat, la senyoreta Myrna Beesbottom li controla el cervell a través d'un anell. La Clover i l'Alex ja veuen que serà la boda de l'any. La Sam, en canvi, veu altres coses que no li agraden gens...               |                                                                           |                              |                                            |                            |
| 73 | «Halloween»                                                               | Stephane Berry Pascal Jardin | Richard Clark                              | Sense anunciar             |
| Precisament la nit del Halloween, la Clover s'haurà de quedar a fer de cangur d'en Chucky, el fill de la millor amiga de la seva mare. Per sort, la Sam i l'Alex li aniran a fer companyia. Per desgràcia, un enemic de les espies convertirà el barri en un malson ple de monstres i fantasmes.               |                                                                           |                              |                                            |                            |
| 74 | «El poder del ioga» «Power Yoga Much?»                                    | Stephane Berry Pascal Jardin | Ben Joseph & Franck Young                  | Sense anunciar             |
| La gran popularitat de la nova professora de ioga és tot un misteri. De la nit al dia, han aparegut seguidors de tot el món disposats a fer el que faci falta per ella. Les espies han descobert que es tracta, ni més ni menys, que de la Shirley, una dona diabòlica prou coneguda per les nostres heroïnes. |                                                                           |                              |                                            |                            |
| 75 | «La màquina encongidora de cervells» «Head Shrinker Much?»                | Stephane Berry Pascal Jardin | John Slama                                 | Sense anunciar             |
| Un sonat que es vol convertir en la persona més evolucionada del planeta s'ha inventat una màquina que encongeix el cervell i deixa la gent en un estat més primitiu. La societat cada cop és més salvatge i les espies tenen les hores comptades per aturar aquesta bogeria.                                  |                                                                           |                              |                                            |                            |
| 76 | «Més que un ascens, és un malson (1a part)» «Evil Promotion Much? Part 1» | Stephane Berry Pascal Jardin | Robert & Michelle Lamoreaux Nicole Demerse | Sense anunciar             |
| La Sam, la Clover i l'Alex ja són, oficialment, espies secretes d'elit de la WHOOP, la qual cosa vol dir més perills i més missions! Fins i tot missions malèfiques d'en Terence, que ha segrestat en Dean, el seu entrenador! O com ara robar el microxip que porta en Jerry amagat al cos.                   |                                                                           |                              |                                            |                            |
| 77 | «Més que un ascens, és un malson (2a part)» «Evil Promotion Much? Part 2» | Stephane Berry Pascal Jardin | Robert & Michelle Lamoreaux Jeff Biederman | Sense anunciar             |
| Les espies no volen trair en Jerry, però han de salvar en Dean. Després de moure cel i terra per recuperar el seu entrenador, s'adonen que, en realitat, en Dean és un doble agent que treballa per en Terence. En lloc de salvar-lo, cauran a les seves urpes. Aleshores, apareix un personatge misteriós...  |                                                                           |                              |                                            |                            |
| 78 | «Més que un ascens, és un malson (3a part)» «Evil Promotion Much? Part 3» | Stephane Berry Pascal Jardin | Robert & Michelle Lamoreaux Richard Clark  | Sense anunciar             |
| El personatge misteriós que ha salvat les espies era en Jerry, que tothom el donava per mort. Ara només els queda aturar el pla d'en Terence. Però, qui és, en realitat, en Terence? Pot ser que sigui el germà bessó d'en Jerry? I, què és el Projecte d'Espies Androides? Hi ha massa caps sense lligar...   |                                                                           |                              |                                            |                            |

### Quarta temporada (2007)
| # | Títol                                                                       | Director                     | Guió                 | Data d'estrena a Catalunya |
| --- | --------------------------------------------------------------------------- | ---------------------------- | -------------------- | -------------------------- |
| 79 | «Uns nois de somni» «The Dream Teens»                                       | Stephane Berry Pascal Jardin | 18 de febrer de 2007 | Sense anunciar             |
| Les espies no es deixen enganyar. Encara que els posin al davant els nois més meravellosos del món! |                                                                             |                              |                      |                            |
| 80 | «Viatge al futur» «Futureshock!»                                            | Stephane Berry Pascal Jardin | 24 de febrer de 2007 | Sense anunciar             |
| En aquesta nova aventura de les espies, totes tres viatjaran al futur per resoldre un enigma més difícil del que sembla en un primer moment. |                                                                             |                              |                      |                            |
| 81 | «No suporto els anys vuitanta!» «I Hate The Eighties»                       | Stephane Berry Pascal Jardin | 25 de febrer de 2007 | Sense anunciar             |
| Les espies viuen en la modernitat. No els agraden les èpoques passades, però no només per la moda. |                                                                             |                              |                      |                            |
| 82 | «El paradís oceànic» «The O.P.»                                             | Stephane Berry Pascal Jardin | 3 de març de 2007    | Sense anunciar             |
| L'oceà té un paper destacat en aquest nou capítol de les nostres estudiants convertides en espies internacionals. |                                                                             |                              |                      |                            |
| 83 | «L'Àlex se'n va a un internat» «Alex Gets Schooled»                         | Stephane Berry Pascal Jardin | 4 de març de 2007    | Sense anunciar             |
| Les tres espies es veuen obligades a separar-se. L'Àlex se'n va a un internat. Per què? Quant de temps s'hi passarà? |                                                                             |                              |                      |                            |
| 84 | «No facis mímica on no et demanen» «Mime Your Own Business»                 | Stephane Berry Pascal Jardin | 10 de març de 2007   | Sense anunciar             |
| Les nostres estudiants i espies favorites es preparen per acabar amb el mal. I és que, en ocasions, la mímica pot ser molt perillosa. |                                                                             |                              |                      |                            |
| 85 | «L'atac de la Mandy gegant» «Attack Of The 50 Foot Mandy»                   | Stephane Berry Pascal Jardin | 11 de març de 2007   | Sense anunciar             |
| Les tres superespies s'enfronten a un nou repte: l'atac d'una mena de Mandy molt i molt crescuda que té més força que mai. |                                                                             |                              |                      |                            |
| 86 | «En Jerry es torna dolent» «Evil Jerry»                                     | Stephane Berry Pascal Jardin | 17 de març de 2007   | Sense anunciar             |
| En aquest capítol en Jerry canvia la manera de ser i es converteix en una persona desconeguda per a les espies... Podran les tres noies tornar-lo al caràcter habitual?" |                                                                             |                              |                      |                            |
| 87 | «0067»                                                                      | Stephane Berry Pascal Jardin | 18 de març de 2007   | Sense anunciar             |
| Les aventures de les nostres espies són infinites. En aquesta ocasió hauran de fer servir els cinc sentits per superar les adversitats. |                                                                             |                              |                      |                            |
| 88 | «El gran Arnold» «Arnold The Great»                                         | Stephane Berry Pascal Jardin | 24 de març de 2007   | Sense anunciar             |
| Un camió ple de diners ha desaparegut sense deixar rastre. Qui deu haver estat? On són aquests diners? |                                                                             |                              |                      |                            |
| 89 | «Mania per la manicura» «Mani-Maniac Much?»                                 | Stephane Berry Pascal Jardin | 25 de març de 2007   | Sense anunciar             |
| Les espies busquen els tractaments d'ungles més modern, mentre un ésser amb ungles d'animal segresta dues noies en un carreró fosc. |                                                                             |                              |                      |                            |
| 90 | «Un creuer una mica repetitiu» «Déjà Cruise»                                | Stephane Berry Pascal Jardin | 31 de març de 2007   | Sense anunciar             |
| Les nostres estimades espies tenen al davant un nou repte per resoldre. Marxen de creuer, però la cosa sembla que es complica quan veuen que el recorregut del creuer es repeteix. |                                                                             |                              |                      |                            |
| 91 | «Regalar flors està passadíssim de moda» «Evil Bouquets Are So Passe»       | Stephane Berry Pascal Jardin | 1 d'abril de 2007    | Sense anunciar             |
| Arreu del món han aparegut tot d'homes en una mena d'estat catatònic. Les espies han descobert que l'únic que tenen en comú és que, abans de convertir-se en zombis, tots havien rebut un ram de flors de la mateixa floristeria. Pot ser una coincidència? Tot indica que no. Més aviat sembla una venjança. De qui? Això és el que cal esbrinar. |                                                                             |                              |                      |                            |
| 92 | «L'hereva diabòlica» «Evil Heiress Much?»                                   | Stephane Berry Pascal Jardin | 1 d'abril de 2007    | Sense anunciar             |
| T'imagines que els teus veïns fossin espies? Des de casa seva o des de qualsevol indret del món, les tres amigues combinaran els seus estudis amb l'espionatge! |                                                                             |                              |                      |                            |
| 93 | «Salvem la líder» «Sis-KaBOOM-Bah!»                                         | Stephane Berry Pascal Jardin | 6 d'abril de 2007    | Sense anunciar             |
| La desaparició de tot de noies que havien sigut animadores ha fet saltar l'alarma a la WOOHP. Les nostres heroïnes aviat descobriran que el culpable de tot aquest desgavell és un dvd anomenat "Moviments dolços". Resulta que és un dvd que la mateixa WOOHP va deixar publicar a una de les seves presoneres més temudes: la Candy. Però, quina una en porta de cap? |                                                                             |                              |                      |                            |
| 94 | «El gelater malvat» «Evil Ice Cream Man Much?»                              | Stephane Berry Pascal Jardin | 7 d'abril de 2007    | Sense anunciar             |
| El cas del gelater malvat farà sortir el millor i el pitjor de les nostres espies, que s'enfronten a un nou repte professional! |                                                                             |                              |                      |                            |
| 95 | «Tractaments radicals» «Beauty Is Skin Deep»                                | Stephane Berry Pascal Jardin | 9 d'abril de 2007    | Sense anunciar             |
| La Sam, la Clover i l'Alex s'enfronten a un nou cas d'espionatge internacional. En aquest cas, necessitaran un tractament radical per resoldre'l! |                                                                             |                              |                      |                            |
| 96 | «Espies a l'espai» «Spies in Space»                                         | Stephane Berry Pascal Jardin | 14 d'abril de 2007   | Sense anunciar             |
| En aquest capítol les espies de veritat deixen la Terra i viatgen a l'espai per resoldre un altre difícil enigma! |                                                                             |                              |                      |                            |
| 97 | «Espies i futbol» «Spy Soccer»                                              | Stephane Berry Pascal Jardin | 15 d'abril de 2007   | Sense anunciar             |
| Les espies s'hauran d'esforçar i suar la samarreta per resoldre el misteri de l'esport rei! |                                                                             |                              |                      |                            |
| 98 | «Espies no tan de veritat (1a part)» «Like, So Totally Not Spies - Part I»  | Stephane Berry Pascal Jardin | 21 d'abril de 2007   | Sense anunciar             |
| La Sam, la Clover i l'Alex són al centre comercial The Groove per renovar-se el vestuari, quan descobreixen una misteriosa venedora de braçalets. Han tingut sort: per fi han trobat un accessori de moda que no té la Mandy! Però no saben que els braçalets són l'últim disseny de la malvada Helga Von Guggen, i que van ser ideats especialment per fer oblidar els records de les tres espies. Ara la Sam, la Clover i l'Alex no saben qui és en Jerry ni que treballen per a la WOOHP com a espies. Sense aquests records, les tres noies no poden evitar que la Lamos porti a terme el seu últim pla: segrestar en Jerry i eliminar-lo d'una vegada per totes. Podran les espies recobrar la memòria i salvar en Jerry? |                                                                             |                              |                      |                            |
| 99 | «Espies no tan de veritat (2a part)» «Like, So Totally Not Spies - Part II» | Stephane Berry Pascal Jardin | 22 d'abril de 2007   | Sense anunciar             |
| La Sam, la Clover i l'Alex són al centre comercial The Groove per renovar-se el vestuari, quan descobreixen una misteriosa venedora de braçalets. Han tingut sort: per fi han trobat un accessori de moda que no té la Mandy! Però no saben que els braçalets són l'últim disseny de la malvada Helga Von Guggen, i que van ser ideats especialment per fer oblidar els records de les tres espies. Ara la Sam, la Clover i l'Alex no saben qui és en Jerry ni que treballen per a la WOOHP com a espies. Sense aquests records, les tres noies no poden evitar que la Lamos porti a terme el seu últim pla: segrestar en Jerry i eliminar-lo d'una vegada per totes. Podran les espies recobrar la memòria i salvar en Jerry? |                                                                             |                              |                      |                            |
| 100 | «Espies al camp» «Spies On The Farm»                                        | Stephane Berry Pascal Jardin | 28 d'abril de 2007   | Sense anunciar             |
| La gent comença a desaparèixer misteriosament d'una zona rural. En Jerry envia la Sam, la Clover i l'Àlex a investigar-ho. |                                                                             |                              |                      |                            |
| 101 | «El lladre més guapo de tots» «The Suavest Spy»                             | Stephane Berry Pascal Jardin | 29 d'abril de 2007   | Sense anunciar             |
| Les espies tenen una missió molt urgent: aturar en Kyle Katz, el lladre més irresistible de tots els temps, fins i tot per a les nostres heroïnes. Aquesta vegada en prepara una que l'ha de retirar per tota la vida i ha d'acabar amb la WOOHP. Ja sabem que les persecussions en cotxe i en ala delta poden ser molt perilloses, però ballar el tango també té els seus riscos. |                                                                             |                              |                      |                            |
| 102 | «Enxampades de veritat (1a part)» «Totally Busted! Part I»                  | Stephane Berry Pascal Jardin | 1 de maig de 2007    | Sense anunciar             |
| Quan les mares de la Sam, la Clover i l'Alex descobreixen que les seves filles són espies, s'enfaden molt i exigeixen a en Jerry que les joves espies abandonin la WOOHP i tornin a la vida normal. Mentrestant, la Mandy, la Dominique i la Caitlin s'han convertit en espies assassines, després que un xampú maligne ha caigut a la piscina on s'estan banyant. El seu pla és capturar la Sam, la Clover i l'Alex, però primer segrestaran les seves mares. Després de moltes peripècies, però, seran les mares de la Sam, la Clover i l'Alex les que s'hauran de convertir en espies per salvar les seves filles. |                                                                             |                              |                      |                            |
| 103 | «Enxampades de veritat (2a part)» «Totally Busted! Part II»                 | Stephane Berry Pascal Jardin | 5 de maig de 2007    | Sense anunciar             |
| Quan les mares de la Sam, la Clover i l'Alex descobreixen que les seves filles són espies, s'enfaden molt i exigeixen a en Jerry que les joves espies abandonin la WOOHP i tornin a la vida normal. Mentrestant, la Mandy, la Dominique i la Caitlin s'han convertit en espies assassines, després que un xampú maligne ha caigut a la piscina on s'estan banyant. El seu pla és capturar la Sam, la Clover i l'Alex, però primer segrestaran les seves mares. Després de moltes peripècies, però, seran les mares de la Sam, la Clover i l'Alex les que s'hauran de convertir en espies per salvar les seves filles. |                                                                             |                              |                      |                            |
| 104 | «Enxampades de veritat (3a part)» «Totally Busted! - Part III»              | Stephane Berry Pascal Jardin | 6 de maig de 2007    | Sense anunciar             |
| Quan les mares de la Sam, la Clover i l'Alex descobreixen que les seves filles són espies, s'enfaden molt i exigeixen a en Jerry que les joves espies abandonin la WOOHP i tornin a la vida normal. Mentrestant, la Mandy, la Dominique i la Caitlin s'han convertit en espies assassines, després que un xampú maligne ha caigut a la piscina on s'estan banyant. El seu pla és capturar la Sam, la Clover i l'Alex, però primer segrestaran les seves mares. Després de moltes peripècies, però, seran les mares de la Sam, la Clover i l'Alex les que s'hauran de convertir en espies per salvar les seves filles. |                                                                             |                              |                      |                            |

### Cinquena temporada (2008)
| # | Títol                                                                         | Director                     | Guió                 | Data d'estrena a Catalunya |
| --- | ----------------------------------------------------------------------------- | ---------------------------- | -------------------- | -------------------------- |
| 105 | «Una cerimònia de graduació terrible» «Evil Graduation»                       | Stephane Berry Pascal Jardin | 25 de febrer de 2008 | Sense anunciar             |
| El dia de la graduació a l'Institut Beverly Hills ha començat amb un gran misteri. Tota la classe, amb la Sam, la Clover i l'Alex incloses, han perdut el coneixement i s'han tornat a despertar a l'escola. Ha estat només un somni, la graduació? O és que estan presoneres en una rèplica de l'escola? El misteri està servit...                                                           |                                                                               |                              |                      |                            |
| 106 | «La companya d'habitació malvada» «Evil Roomate»                              | Stephane Berry Pascal Jardin | 26 de febrer de 2008 | Sense anunciar             |
| La Sam, la Clover i l'Alex ja són a la Universitat de Malibú, una facultat preciosa amb vistes a l'oceà Pacífic. La Clover i l'Alex dormiran juntes. La Sam, en canvi, es trobarà amb una companya d'habitació ben peculiar. No dorm de nit, és molt competitiva i, sobretot, molt gelosa. Les sospites augmentaran amb la desaparició dels cervells de la facultat…                          |                                                                               |                              |                      |                            |
| 107 | «El professor malvat» «Evil Professor»                                        | Stephane Berry Pascal Jardin | 27 de febrer de 2008 | Sense anunciar             |
| La Sam, la Clover i l'Alex s'han quedat sorpreses, però molt contentes, en saber que aquest any hi ha una assignatura nova que es diu "Introducció a l'espionatge". El professor fins i tot els farà fer un treball de camp: robar una arma secreta que té la capacitat d'inflar la Terra fins a fer-la explotar.                                                                             |                                                                               |                              |                      |                            |
| 108 | «L'àvia» «The Granny»                                                         | Stephane Berry Pascal Jardin | 28 de febrer de 2008 | Sense anunciar             |
| Avui en Jerry té una missió molt especial per a les Espies: transportar el criminal més perillós de tota la història a la presó l'alta seguretat de la WOOHP. En realitat, els nervis els passaran quan vegin la persona en qüestió: una velleta de més de 80 anys més dolça que la mel. En Jerry ja les ha avisat, que no s'hi poden confiar, però és que és una àvia tan innocent...        |                                                                               |                              |                      |                            |
| 109 | «Un altre nòvio dolent» «Another Evil Boyfriend»                              | Stephane Berry Pascal Jardin | 29 de febrer de 2008 | Sense anunciar             |
| La Clover està més contenta que un gínjol! Ja és oficial: en Blaine és el seu nòvio! La seva vida personal va com una seda. A la feina, en canvi, comença a tenir problemes. A cada missió té la sensació que hi ha algú que la persegueix, i fins i tot l'ataca! Pot ser que li hagi tocat un altre nòvio dolent?!                                                                           |                                                                               |                              |                      |                            |
| 110 | «El retorn de la Geraldine» «Return Of Geraldine»                             | Stephane Berry Pascal Jardin | 3 de març de 2008    | Sense anunciar             |
| Després de la mala experiència amb en Blaine, la Clover està a punt de viure una altra situació que encara la podria deixar més enfonsada. I és que resulta que ara la Sam i l'Alex no volen saber res d'ella. Després d'acusar-la de dues coses que no ha fet, comunicaran a en Jerry que ja no volen treballar més amb ella.                                                                |                                                                               |                              |                      |                            |
| 111 | «L'associació femenina malèfica» «Evil Sorority»                              | Stephane Berry Pascal Jardin | 4 de març de 2008    | Sense anunciar             |
| La Clover té molt clar que vol entrar a la Fi Èpsilon Fi, l'associació femenina del campus. La Sam i l'Alex, en canvi, no hi estan tan interessades. I menys quan saben que la Mandy i la Mindy també hi volen entrar. La Sam i l'Alex aviat començaran a notar els canvis en la seva companya: està més contenta que mai! Massa i tot! I això fa sospitar…                                   |                                                                               |                              |                      |                            |
| 112 | «Gimnastes malignes» «Evil Gymnasts»                                          | Stephane Berry Pascal Jardin | 5 de març de 2008    | Sense anunciar             |
| Avui en Jerry s'endurà les noies a París, a la filial europea de la WOOHP, situada a sota de la Torre Eiffel. La missió és a Bucarest, per investigar la desaparició d'una noia de l'equip romanès de gimnàstica. En arribar-hi, però, l'entrenador els explica que, tot plegat, ha estat una falsa alarma. Una pista del zoo de París podria tornar a activar la missió...                   |                                                                               |                              |                      |                            |
| 113 | «Els pizzers malvats» «Evil Pizza Guys»                                       | Stephane Berry Pascal Jardin | 6 de març de 2008    | Sense anunciar             |
| Aprofitant que la feina està de baixa, la Sam, la Clover i l'Alex han decidit anar-se'n de vacances a Itàlia. Aviat, però, es trobaran enmig d'una guerra entre uns germans pizzers. Després d'aconseguir que facin les paus, els germans duran a terme un pla encara més malèfic: fer-se els amos de la indústria pizzera i eliminar tota la competència!                                    |                                                                               |                              |                      |                            |
| 114 | «Un dissenyador de sabates malvat» «Evil Shoe Designer»                       | Stephane Berry Pascal Jardin | 7 de març de 2008    | Sense anunciar             |
| L'última missió europea de les nostres heroïnes comença per les misterioses desaparicions de diversos crítics de moda. Després d'unes quantes investigacions, descobriran que la responsable n'és l'Yves Montblanc, el dissenyador de sabates francès, que ha creat les Mega Ema Be, unes sabates concebudes per arrasar literalment tot París!                                               |                                                                               |                              |                      |                            |
| 115 | «Enemics virtuals» «Virtual Stranger»                                         | Stephane Berry Pascal Jardin | 10 de març de 2008   | Sense anunciar             |
| Després de ser víctimes de diverses agressions a la Universitat de Malibú, la Sam, l'Alex i la Clover comencen a sospitar que, per l'estil dels atacs, s'ha de tractar de vells enemics. Segons en Jerry els possibles autors estan tots tancats a la presó de la WOOHP i, ara com ara, la principal sospitosa, encara que sembli impossible, és la Britney!                                  |                                                                               |                              |                      |                            |
| 116 | «Fes woohping!» «WOOHPersize Me!»                                             | Stephane Berry Pascal Jardin | 11 de març de 2008   | Sense anunciar             |
| La Sam, la Clover, l'Alex i la Britney no s'ho acaben de creure! S'han trobat un grup d'estudiants al campus fent els exercicis de combat oficials i supersecrets de la WOOHP! Segons la Mandy i la Mindy és l'última moda. Fins i tot n'hi ha un DVD! En Jerry es quedarà tan parat com les noies, que aviat en descobriran el responsable: el Mestre Mario!                                 |                                                                               |                              |                      |                            |
| 117 | «L'hotel del mal» «Evil Hotel»                                                | Stephane Berry Pascal Jardin | 12 de març de 2008   | Sense anunciar             |
| La Clover, després d'intentar fer una reserva al que diuen que és el millor hotel submarí del món, s'ha quedat feta pols. Resulta que només hi accepten persones famoses! Molt sospitós, tot plegat. Les sospites creixen quan en Jerry informa les espies que el nivell de l'aigua arreu del món augmenta a un ritme molt preocupant. Hi deu tenir cap relació?                              |                                                                               |                              |                      |                            |
| 118 | «Un misteri molt pelut» «Totally Mistery Much?»                               | Stephane Berry Pascal Jardin | 13 de març de 2008   | Sense anunciar             |
| Després del descobriment d'una criatura semblant al ieti, en Jerry informa la Sam, la Clover i l'Alex que ha aparegut un ésser que fa estralls a la luxosa estació d'esquí de Chateau Saint Shee-shee, als Alps. Aviat s'adonaran que no són pas les úniques que investiguen el cas: en Martin treballa amb els casos paranormals més espectaculars del món.                                  |                                                                               |                              |                      |                            |
| 119 | «El cuiner de sushi malvat» «Evil Sushi Chef (Jazz Hands Return – Part 1)»    | Stephane Berry Pascal Jardin | 14 de març de 2008   | Sense anunciar             |
| Poc després de l'alliberament d'en Jazz Handz, el mim més malvat de tota la història, en Jerry informa les espies d'una sèrie d'atacs sorprenents que han afectat diversos restaurants de sushi. El descobriment de marques circulars, dents gegants i melamina per terra fa pensar que es podria tractar de pops gegants. Però, qui hi deu haver al darrere?                                 |                                                                               |                              |                      |                            |
| 120 | «Dits de seda» «Miss Spirit Fingers (Jazz Hands Return – Part 2)»             | Stephane Berry Pascal Jardin | 17 de març de 2008   | Sense anunciar             |
| L'Alex i la Clover comencen a sospitar de les activitats secretes de la Sam, que segueix la pista d'en Jazz Handz. Desobeint les ordres d'en Jerry, seran testimonis de la trobada de la seva amiga amb el mim més malvat de la història i engegaran a rodar una missió altament confidencial. Per aturar en Jazz les espies han d'estar més unides que mai…                                  |                                                                               |                              |                      |                            |
| 121 | «Un món de mims» «Mime World (Jazz Hands Return – Part 3)»                    | Stephane Berry Pascal Jardin | 18 de març de 2008   | Sense anunciar             |
| En Jazz Handz acaba d'inaugurar el Món del Mim, un parc temàtic dedicat exclusivament al mim. Ben mirat, no és cap delicte. Però les nostres heroïnes estan convençudes que, tot plegat, forma part d'un altre dels plans malèfic d'en Jazz. Aviat descobriran que la seva intenció és crear un exèrcit de mims invencible... reclutant el públic del parc!                                   |                                                                               |                              |                      |                            |
| 122 | «La mascota maligna» «Evil Mascot»                                            | Stephane Berry Pascal Jardin | 19 de març de 2008   | Sense anunciar             |
| Una sèrie d'atacs a estudiants de la Universitat de Malibú han fet saltar l'alarma a la WOOHP. En Jerry de seguida ha encarregat la missió a l'Alex, la Clover i la Sam, que aviat descobriran que totes les víctimes són atletes. L'agressor és una criatura amb urpes a les potes, bec punxegut i plomes blanques. Pot ser que es tracti de la mascota de la universitat de Riptide State?! |                                                                               |                              |                      |                            |
| 123 | «Que continuï l'espectacle, perquè si no...» «The Show Must Go On... Or Else» | Stephane Berry Pascal Jardin | 20 de març de 2008   | Sense anunciar             |
| Després d'una actuació penosa de la Clover en una classe de teatre, l'estrany comportament d'en Virgil cridarà l'atenció de les Espies. A més d'anar vestit de cowboy, parla amb un accent desconegut! I no és pas l'únic! La Mandy es presentarà a classe vestida d'astronauta, i la Mindy, de minyona! A més, sembla que estiguin hipnotitzats! Tot un misteri!                             |                                                                               |                              |                      |                            |
| 124 | «De pobre noi a heroi» «Zero to Hero»                                         | Stephane Berry Pascal Jardin | 21 de març de 2008   | Sense anunciar             |
| En Virgil, després de veure les noies arribar a la universitat vestides d'espies, ha descobert que l'Alex no és una noia qualsevol. Ara té més clar que mai que la manera d'impressionar-la és convertint-se en un superheroi: l'Home Megamusculat! Com s'ho farà? Fent servir una poció increïble, però amb uns efectes secundaris desastrosos!                                              |                                                                               |                              |                      |                            |
| 125 | «Superwoohp!» «WOOHP-tastic!»                                                 | Stephane Berry Pascal Jardin | 24 de març de 2008   | Sense anunciar             |
| L'Alex i la Sam encara no s'ho poden creure. I és que aquest any el premi a l'agent més SuperWOOHP ha estat per a la Clover per haver detingut el senyor Midó. A partir d'ara tindrà accés exclusiu a la limusina voladora, una ajudanta-robot i un despatx al costat d'en Jerry! Aviat, però, li pujaran els fums al cap i començaran els problemes de debò...                               |                                                                               |                              |                      |                            |
| 126 | «Tampoc és tan divertit...» «So totally not groove-y»                         | Stephane Berry Pascal Jardin | 25 de març de 2008   | Sense anunciar             |
| Després de passar tot el dia de compres al centre comercial The Groove i d'adonar-se que hi passen coses força estranyes, les noies es trobaran atrapades per un camp de força invisible que els impedirà sortir del recinte. Els atacs dels androides només seran un entrenament per a una missió molt especial: detenir el temible Tecnobot de Tòquio!                                      |                                                                               |                              |                      |                            |
| 127 | «Un pare Noel dolent» «Ho-ho-ho-no!»                                          | Stephane Berry Pascal Jardin | 26 de març de 2008   | Sense anunciar             |
| En plena febre de vacances de Nadal, i en plena festa de la universitat, en Jerry ha enviat les espies de missió. Avui els toca investigar un objecte volador no identificat que sobrevola Beverly Hills. De seguida s'adonaran que no es tracta d'un OVNI. Només és un globus sonda, que d'entrada sembla inofensiu... Però només d'entrada...                                               |                                                                               |                              |                      |                            |
| 128 | «Fàstic de veritat» «Totally icky»                                            | Stephane Berry Pascal Jardin | 27 de març de 2008   | Sense anunciar             |
| Després d'unes quantes investigacions, les espies han descobert que els fenòmens tan estranys que estan deixant Beverly Hills fet un fàstic podrien tenir relació amb una empresa anomenada Malalts de la Neteja. Els tornados d'escombraries i les inundacions de fang podrien acabar afectant el medi ambient.                                                                              |                                                                               |                              |                      |                            |
| 129 | «Això s'acaba de veritat. Primera part» «Totally Dunzo Part I»                | Stephane Berry Pascal Jardin | 28 de març de 2008   | Sense anunciar             |
| En Jerry treballa en un invent que, si funcionés, invertiria el gen del mal, i el crim i la delinqüència passarien a ser cosa del passat. Aviat, però, i després d'un petit accident, en Jerry vendrà la WOOHP a una companyia i comunicarà a la Sam, la Clover i l'Alex que deixen de ser espies de veritat. L'onada de delinqüència més gran de la història està a punt de començar...      |                                                                               |                              |                      |                            |
| 130 | «Això s'acaba de veritat. Segona part» «Totally Dunzo Part II»                | Stephane Berry Pascal Jardin | 31 de març de 2008   | Sense anunciar             |
| Beverly Hills s'ha convertit en una ciutat caòtica, amb una activitat criminal sense precedents. La Sam, la Clover i l'Alex han de localitzar en Jerry abans que sigui massa tard. A més, han d'estar preparades per a la gran notícia que els espera: el destí del món sencer és a les seves mans... I a les de la mare d'en Jerry!                                                          |                                                                               |                              |                      |                            |

### Sisena temporada (2013)
La sisena temporada de la sèrie fou estrenada mundialment pel canal Super3, els primers dotze episodis foren emesos el 15 i 16 de juny de 2013:
| # | Títol                                                                   | Director      | Guió                   | Data d'estrena a Catalunya |
| --- | ----------------------------------------------------------------------- | ------------- | ---------------------- | -------------------------- |
| 131 | «La xarxa antisocial» «The Anti-social Network»                         | Pascal Jardin | 15 de juny de 2013     | Sense anunciar             |
| La Mandy acaba de descobrir que algú ha creat una xarxa social dedicada exclusivament a ella i, d'entrada, s'ha posat més contenta que mai. En poca estona el MandyBook ja té més de cent mil seguidors, que la segueixen literalment per tot arreu! Pot ser que hi tingui res a veure la freqüència d'ones cerebrals que prové de la universitat on estudien les espies?!                                  |                                                                         |               |                        |                            |
| 132 | «Set vides» «Nine lives»                                                | Pascal Jardin | 15 de juny de 2013     | Sense anunciar             |
| Després de comprovar que les escultures dels presidents del Mont Rushmore les han canviat per unes cares de gat i que la Torre de Pisa s'ha convertit en un gratador gegant per a gats, les espies han descobert que la Felin Dion està intentant idear un sistema per unir les persones i els gats per sempre enllaçant-ne l'ADN. Ara només falta trobar la manera de parar-li les urpes!                  |                                                                         |               |                        |                            |
| 133 | «Videojocs que atrapen» «Vide-o-no!»                                    | Pascal Jardin | 15 de juny de 2013     | Sense anunciar             |
| La desaparició de tot de creadors de videojocs arreu del món ha fet que les espies hagin pogut descobrir el pla de l'Skip Joystick, que ha creat un videojoc que ha atrapat tots els altres creadors, i que en qüestió de segons es destruirà, es pixelarà i eliminarà tothom qui hi hagi dins, les espies incloses! Comença l'Operació Escapada virtual, però més real que mai!                            |                                                                         |               |                        |                            |
| 134 | «La Súper Mega Festa del Ball» «Super Mega Dance Party Yo!»             | Pascal Jardin | 15 de juny de 2013     | Sense anunciar             |
| La desaparició de dues ballarines i d'un ballarí de fama mundial ha encès les alarmes de la WOOHP. Més tard, la que s'ha esvaït és l'Alex, després d'haver estat escollida per a participar en la Súper Mega Festa del Ball, un concurs de tele al·lucinant. Pot ser que hi tingui res a veure en Brick Wavebreak, l'encantador presentador amb dues cames esquerres?!                                      |                                                                         |               |                        |                            |
| 135 | «Problemes al concurs de "miss"» «Pageant Problems»                     | Pascal Jardin | 16 de juny de 2013     | Sense anunciar             |
| La Bertha Bombshell, una exnòvia d'en Jerry, ha entrat al laboratori de la WOOHP i se n'ha emportat un sèrum antiedat per retrocedir en el temps, recuperar la joventut i poder tornar a participar en un concurs de "miss". El que no sap la Bertha és que el sèrum té uns efectes secundaris terribles i que la mutació està a punt de començar! Hi seran a temps, les Espies, d'evitar una carnisseria?! |                                                                         |               |                        |                            |
| 136 | «La venjança contra els busca-raons» «Grabbing The Bully By The Horns»  | Pascal Jardin | 16 de juny de 2013     | Sense anunciar             |
| Una sèrie de segrestos arreu del món han portat les Espies a les platges de Hawaii, però no pas a escoltar un concert d'ukelele, sinó a seguir un robot que aviat les durà fins al Parc Temàtic de les Emocions, al peu del mont Fuji, al Japó. Allà descobriran que el "robot" va al darrere de tots els busca-raons que, quan era petit, li havien fet la vida impossible.                                |                                                                         |               |                        |                            |
| 137 | «L'esguerracasaments» «The Wedding Crasher»                             | Pascal Jardin | 16 de juny de 2013     | Sense anunciar             |
| Després de saber que unes forces desconegudes han atacat diversos casaments de persones importants d'arreu del món, les Espies han descobert que la culpable és la Wera Van, una dissenyadora de vestits de núvia que busca revenja. Ara només falta saber si seran capaces d'aturar-la abans que esguerri el casament que s'està a punt de celebrar al Palau Reial d'Anglaterra!                           |                                                                         |               |                        |                            |
| 138 | «Famosos robats» «Celebrity Swipe!»                                     | Pascal Jardin | 16 de juny de 2013     | Sense anunciar             |
| La desaparició d'en Rad Smitt, el millor actor romàntic del planeta, del famós cantant Jason Weebler i de l'Alejandro, el futbolista preferit de l'Alex, ha portat les Espies a investigar el capità Hayes, un individu que s'ha inventat una màquina que roba el talent de les celebritats d'arreu del món. Avui els tocarà lluitar amb un perill quàdruple: cantant, actor, futbolista i tocat del bolet! |                                                                         |               |                        |                            |
| 139 | «La companyia de Cupcakes Superdolços» «Super Sweet Cupcake Company»    | Pascal Jardin | 15 de juny de 2013     | Sense anunciar             |
| Una sèrie d'atracaments amb un "modus operandi" ben peculiar, on tots els empleats dels bancs han sigut supersimpàtics amb els atracadors, han portat les Espies a investigar una botiga de "cupcakes" que acaba d'obrir a Beverly Hills. Aviat descobriran que tot plegat és cosa de la malvada Àvia, que ha aconseguit fugir del Centre de Detenció de la WOOHP!                                          |                                                                         |               |                        |                            |
| 140 | «El capvespre de l'alba» «The Dusk Of Dawn»                             | Pascal Jardin | 15 de juny de 2013     | Sense anunciar             |
| Després d'investigar els saquejos i les destrosses que s'estan registrant a Hollywood, l'Alex ha descobert que en Cheston i en Derlock, dos personatges de la pel·lícula "El capvespre de l'alba", han sortit de la pantalla i estan lluitant per recuperar el Cor Ardent Etern. Però, com s'ho han fet, per sortir de la pel·lícula?! I, pitjor encara, com els hi poden tornar a fer entrar?!             |                                                                         |               |                        |                            |
| 141 | «El gos robot» «Dog Show Showdown!»                                     | Pascal Jardin | 16 de juny de 2013     | Sense anunciar             |
| La misteriosa desaparició de diversos gossos d'exhibició arreu del planeta ha portat les Espies a descobrir que el segrestador, a més de no haver deixat cap pista enlloc, no és ni un humà ni un animal. L'única possibilitat que tenen de trobar alguna pista és anant d'incògnit al Concurs de Gossos de West Hollywood, on els esperen un munt de sorpreses robòtiques!                                 |                                                                         |               |                        |                            |
| 142 | «La febre de les nines Mandy» «Mandy doll mania!»                       | Pascal Jardin | 16 de juny de 2013     | Sense anunciar             |
| Un dissenyador de joguines que acaba de sortir de la presó de la WOOHP s'ha posat en contacte amb la Mandy per crear-li una línia pròpia de nines Mandy. Les vendes no paren, però el que més sorprèn les Espies és que, de cop i volta, han començat a ser víctimes d'una pila d'atacs sorprenents. Pot ser que hi tingui res a veure la desaparició d'un dispositiu d'intel·ligència artificial?!         |                                                                         |               |                        |                            |
| 143 | «La patinadora malvada» «Evil Ice Skater»                               | Pascal Jardin | 12 de setembre de 2013 | Sense anunciar             |
| S'han trobat tot de persones congelades en blocs de gel arreu del món." Aquesta notícia d'en Jerry ha portat les Espies a descobrir que tot plegat és cosa de la Glaçolina, una patinadora amb set de venjança que vol congelar tots els seus contrincants i fer que el món sencer es fixi en ella. Seran a temps d'evitar que provoqui una catàstrofe mundial?!                                            |                                                                         |               |                        |                            |
| 144 | «La interiorista terrorista» «Inferior Designer!»                       | Pascal Jardin | 13 de setembre de 2013 | Sense anunciar             |
| La desaparició d'algunes de les interioristes més famoses del món ha fet que les Espies es plantessin al Taj Mahal per comprovar que algú l'ha redecorat i l'ha deixat fet un nyap! Més tard, a la Casa Blanca han descobert que la responsable de les desaparicions és la Maggie Demoda, fins fa poc la interiorista més infravalorada de tot el planeta.                                                  |                                                                         |               |                        |                            |
| 145 | «Woohp a la vista» «Woohp-Ahoy!»                                        | Pascal Jardin | 17 de setembre de 2013 | Sense anunciar             |
| El que havia de ser un creuer de plaer al WHOOPtànic, on en Jerry hi presenta la seva nova línia de dispositius, ha acabat en un assalt pirata amb totes les de la llei. El malvat Capità Goleta ha segrestat el WHOOPtànic! Però és que ara vol fer servir el raig EROS per sobreescalfar el sol, fondre els casquets polars i inundar tot el planeta per convertir-lo en un paradís aquàtic!              |                                                                         |               |                        |                            |
| 146 | «En Trent es descontrola» «Trent Goes Wild»                             | Pascal Jardin | 18 de setembre de 2013 | Sense anunciar             |
| En Trent ha sigut testimoni de l'espectacular detenció de l'Escorpí per part de les Espies, però en Jerry li ha esborrat la memòria perquè no en recordés res. El problema és que hi ha hagut un petit error, li ha injectat una petita part d'ADN d'escorpí i ara en Trent s'ha convertit en el paio més enrotllat de tot Malibú... i en un home escorpí de tres metres!                                   |                                                                         |               |                        |                            |
| 147 | «El col·legueta» «Little Dude»                                          | Pascal Jardin | 25 de setembre de 2013 | Sense anunciar             |
| La WHOOP ha detectat una sèrie de fenòmens estranys en alguns dels paratges naturals més valuosos del planeta. El Grand Canyon i el Mont Everest, per exemple, han aparegut asfaltats de dalt a baix. Les Espies aviat descobriran que hi ha un friqui de l'skate que està intentant transformar el món sencer en un parc immens per patinar. La pròxima parada és a les Cascades Victòria!                 |                                                                         |               |                        |                            |
| 148 | «Torna l'intercanvi total!» «Totally Switched Again!»                   | Pascal Jardin | 26 de setembre de 2013 | Sense anunciar             |
| El doctor Gray, un dels presos més perillosos del centre de detenció de la WHOOP, ha fet servir el seu Ajustador de Comportament per intercanviar-se el cos amb el d'en Jerry. Això vol dir que ara volta lliure pel món amb el cos d'en Jerry i amb la intenció d'intercanviar els cossos de tota la població mundial! Avui tot depèn de les Espies... i de la mare d'en Jerry!                            |                                                                         |               |                        |                            |
| 149 | «Pallassades» «Clowning Around!»                                        | Pascal Jardin | 1 d'octubre de 2013    | Sense anunciar             |
| Després de diversos incidents diplomàtics per culpa de gent que va maquillada de pallasso, les Espies han descobert que tots tenien una cosa en comú: tots havien fet servir maquillatge Pallassonique. D'entrada, sembla normal, però al cap d'una estona et deixa la cara de pallasso i no marxa de cap manera! Pot ser que hi tingui res a veure la Bozette, la millor pallassa del món?!                |                                                                         |               |                        |                            |
| 150 | «Astrologia? No, gràcies!» «Astro-Not»                                  | Pascal Jardin | 2 d'octubre de 2013    | Sense anunciar             |
| Mentre investigaven tot de canvis sobtats en les marees de diferents oceans, les Espies han descobert el pla de la Cosmo, una geni de l'astrologia que van fer fora de l'Agència Espacial i que ara té intenció de deixar la Terra sense gravetat amb la seva Estratus-Aterridora. Tal com diu ella mateixa: si no la van deixar anar a l'espai, portarà l'espai a la Terra!                                |                                                                         |               |                        |                            |
| 151 | «Els dolents van amb zepelí» «Baddies On A Blimp»                       | Pascal Jardin | 9 d'octubre de 2013    | Sense anunciar             |
| En Jerry ha encarregat a les Espies la missió de portar tres delinqüents molt perillosos a l'illa de la WHOOP, on hi ha la presó dels dolents més dolents de tots els dolents! Ho faran amb el zepelí de la WHOOP i els presoners són l'Yves MontBlanc, en Manny Wong i l'excèntrica Violet Vanderfleet. |                                                                         |               |                        |                            |
| 152 | «El ball de la selva» «Jungle Boogie»                                   | Pascal Jardin | 10 d'octubre de 2013   | Sense anunciar             |
| Les vacances de primavera a Acapulco de les Espies s'hauran d'esperar fins a l'any que ve. Resulta que en Jerry les ha fet anar a investigar una situació molt peculiar que s'està vivint a l'Amèrica del Sud. Una invasió de plantes descontrolades està posant en perill tot el planeta, i la sonada de la Shelly Selvàtica hi podria tenir alguna cosa a veure!                                          |                                                                         |               |                        |                            |
| 153 | «Perill TV» «Danger TV»                                                 | Pascal Jardin | 15 d'octubre de 2013   | Sense anunciar             |
| La desaparició en directe de l'Abella Bobee, presentadora d'un programa infantil, ha fet que les Espies acabessin descobrint el pla malèfic del productor de Perill TV: posar gent famosa en situacions extremes, en directe, en el seu canal de tele! El que encara no saben la Clover, la Sam i l'Alex és que aviat les protagonistes del programa seran elles!                                           |                                                                         |               |                        |                            |
| 154 | «Espies en solitari» «Solo Spies!»                                      | Pascal Jardin | 16 d'octubre de 2013   | Sense anunciar             |
| La notícia d'en Jerry ha caigut com un gerro d'aigua freda: a partir d'ara les Espies ja no treballaran en equip, sinó que ho faran en solitari. La primera missió serà investigar la desaparició de tot d'agents de la WHOOP arreu del món. Ho faran per separat i totes tres també acabaran segrestades a mans de la Col·leccionista, una fanàtica de tot el que té a veure amb l'espionatge!             |                                                                         |               |                        |                            |
| 155 | «Un superviatge a Versalles (1a part)» «So Totally Versailles! Part I»  | Pascal Jardin | 23 d'octubre de 2013   | Sense anunciar             |
| La classe de les Espies van presentar un treball en un concurs internacional de disseny i han guanyat un viatge a França amb totes les despeses pagades. L'objectiu principal serà anar a Versalles per assistir a un acte importantíssim del món de la moda on s'exposaran els vestits de Maria Antonieta, però aviat començaran els entrebancs i apareixerà una clau misteriosa.                          |                                                                         |               |                        |                            |
| 156 | «Un superviatge a Versalles (2a part)» «So Totally Versailles! Part II» | Pascal Jardin | 24 d'octubre de 2013   | Sense anunciar             |
| La investigació d'un robatori en una cambra secreta de París ha fet que les Espies descobrissin que algú havia robat una clau molt especial en una cambra cuirassada, una clau que podria activar unes estàtues vivents i permetre que el malvat Auguste s'apoderi de Versalles, per acabar, a la llarga, dominant fins a l'últim racó de tot el planeta!                                                   |                                                                         |               |                        |                            |